# Malu Rodrigues
Maria Luísa Reisderfer Rodrigues (Rio de Janeiro, 29 de agosto
 de 1993), mais conhecida apenas como Malu Rodrigues, é uma atriz e cantora brasileira. Destacou-se em diversos papéis no teatro musical, como Beatles num Céu de Diamantes, Se Meu Apartamento Falasse e A Noviça Rebelde. No cinema, é particularmente conhecida pelo filme Minha Fama de Mau, no qual interpretou a cantora Wanderléa.

## Biografia
Malu nasceu no Rio de Janeiro em 29 de agosto de 1993, filha de mãe gaúcha e pai carioca.
Iniciou bem cedo a sua preparação com cursos na agência TOPS, de Ieda Ribeiro, e na CAL, e com os diretores Luiz Antônio Rocha, Sura Berditchevsky, Márcio Trigo e Augusto Thomas Vannucci. Com aulas de canto desde 2002, teve como preparadores as atrizes e cantoras Telma Costa, Agnes Moço, Mirna Rubim e Ester Elias, além do ator e cantor Maurício Moço. Na dança, integrou a Escola de Danças Maria Olenewa de 2002 a 2005. Posteriormente passou a fazer parte do casting  da agência de modelos infantis Ieda Ribeiro (Ieda Ribeiro Casting), fazendo parte de um grupo de jovens atores. 
A cantora e atriz brasileira possui 1,65 m de altura.

## Carreira
Participou de diversos musicais conceituados pela crítica e ganhadores de prêmios, como: O Despertar da Primavera (2009/2010), A Noviça Rebelde (2008/2009) e Sete (2009), com direção de Charles Moeller e Cláudio Botelho; Contos e Cantigas Populares (2007), com direção de Agnes Moço e Marcello Morato; A Arca de Noé, com direção de Augusto Thomas Vannucci. Em 2004, participou do grande sucesso de público e crítica Cosquinha, com direção de Sura Berditchevsky. Em 2010, notabilizou-se por aparecer nua e simular uma cena de sexo no musical O Despertar da Primavera, o que fez com que a Polícia Civil do Rio de Janeiro, a Delegacia Especializada da Criança e do Adolescente Vítima de Violência (DECAV) do Rio de Janeiro e os ministérios públicos paulista e fluminense pedissem esclarecimentos sobre a peça, já que a atriz tinha 16 anos à época. 
De acordo com os produtores do espetáculo, a agente da atriz e o pai da adolescente, a Vara da Infância e Juventude teria concedido um alvará judicial permitindo que a atriz subisse ao palco e representasse a personagem nas cenas polêmicas. Em 2016, Malu Rodrigues esteve em cartaz com o musical "Cinco Júlias", no Teatro das Artes, no Shopping da Gávea, no Rio de Janeiro.
Malu ficou extremamente conhecida no cinema com a sua participação no filme "Minha Fama de Mau", aonde ela interpreta a cantora Wanderléa, o filme conta a história de vida do cantor Erasmo Carlos, e também conta como ele, Roberto Carlos e Wanderléa conquistaram o Brasil nos anos 60, com a Jovem Guarda. No filme Malu também canta alguns sucessos de Wanderléa.[carece de fontes?]

## Filmografia

### Televisão
| Ano  | Título                  | Personagem                  | Notas                                        |
| ---- | ----------------------- | --------------------------- | -------------------------------------------- |
| 2004 | O Pequeno Alquimista    | Silvana                     |                                              |
| 2004 | Papai Noel Sumiu?       | Mariana                     | Especial de fim de ano                       |
| 2006 | JK                      | Lilian Gonçalves (criança)  | Episódios: "21 de fevereiro–27 de fevereiro" |
| 2006 | Xuxa 20 Anos            | Xuxa (11 anos)              | Especial de 20 anos da Xuxa na Rede Globo    |
| 2007 | Pé na Jaca              | Maria Bô (jovem)            | Episódio: "17 de maio"                       |
| 2008 | Três Irmãs              | Marina                      |                                              |
| 2011 | Tapas & Beijos          | Maria Beatriz Almeida (Bia) |                                              |
| 2012 | Aventuras do Didi       | Dorothy Gale                | Episódio: "19 de setembro"                   |
| 2015 | Acredita na Peruca      | Susy Diamonds               | Episódio: "Lembra do Meu Nome"               |
| 2017 | O Outro Lado do Paraíso | Karina                      |                                              |
| 2018 | Popstar                 | Participante                | Temporada 2                                  |
| 2022 | Pantanal                | Irma Novaes Braga (jovem)   | Episódios: "30 de março–12 de abril"         |
| 2023 | Vicky e a Musa          | Isadora (Isa)               |                                              |
| 2024 | Amor da Minha Vida      | Luiza Nunes                 |                                              |

### Cinema
| Ano  | Título                     | Personagem      | Notas          |
| ---- | -------------------------- | --------------- | -------------- |
| 2004 | Didi Quer Ser Criança      | Sandrinha       |                |
| 2005 | O Farol de Santo Agostinho | Júlia           | Curta-metragem |
| 2006 | Atrás dos Olhos da Ressaca | Menina na festa | Curta-metragem |
| 2011 | O Homem do Futuro          | Aluna           |                |
| 2014 | Confissões de Adolescente  | Alice           |                |
| 2016 | O Caseiro                  | Celina          |                |
| 2019 | Minha Fama de Mau          | Wanderléa       |                |

## Teatro
| Ano  | Título                                           | Personagem      |
| ---- | ------------------------------------------------ | --------------- |
| 2004 | Cosquinha                                        | Ingrid          |
| 2005 | A Arca de Noé                                    | Ila             |
| 2007 | Contos e Cantigas Populares                      | Catarina        |
| 2008 | A Noviça Rebelde                                 | Louisa          |
| 2009 | Sete                                             | Clara           |
| 2009 | O Despertar da Primavera                         | Wendla Bergmann |
| 2011 | Um Violinista no Telhado                         | Hodel           |
| 2012 | Beatles Num Céu de Diamantes                     | Mary            |
| 2012 | O Mágico de Oz                                   | Dorothy         |
| 2014 | Todos os Musicais de Chico Buarque em 90 Minutos | Margarida       |
| 2015 | Nine: Um Musical Felliniano                      | Carla           |
| 2016 | Cinco Júlias                                     | Júlia 4         |
| 2017 | Se Meu Apartamento Falasse                       | Fran            |
| 2018 | A Noviça Rebelde                                 | Maria           |
| 2019 | Cole Porter — Ele Nunca Disse Que me Amava'x     | Angelica        |

## Discografia

### Trilha Sonora
| Ano  | Título                        | Outro(s) artista(s)                | Álbum                                |
| ---- | ----------------------------- | ---------------------------------- | ------------------------------------ |
| 2010 | "Mamãe, Me Explica"           | —                                  | O Despertar da Primavera - O Musical |
| 2010 | "Mamãe, Me Explica (Reprise)" | Todo elenco                        | O Despertar da Primavera - O Musical |
| 2010 | "Meu Vício"                   | Todo elenco                        | O Despertar da Primavera - O Musical |
| 2010 | "Venha"                       | Todo elenco                        | O Despertar da Primavera - O Musical |
| 2010 | "O Corpo Quer Falar"          | Pierre Baitelli                    | O Despertar da Primavera - O Musical |
| 2010 | "O Corpo é o Culpado"         | Pierre Baitelli                    | O Despertar da Primavera - O Musical |
| 2010 | "Murmurar"                    | —                                  | O Despertar da Primavera - O Musical |
| 2010 | "Velhos Conhecidos"           | Pierre Baitelli e Rodrigo Pandolfo | O Despertar da Primavera - O Musical |
| 2010 | "Canção de um Verão"          | Todo elenco                        | O Despertar da Primavera - O Musical |
| 2019 | "Prova de Fogo"               | —                                  | Minha Fama de Mau                    |
| 2019 | "Meu Anjo da Guarda"          | —                                  | Minha Fama de Mau                    |
| 2019 | "Devolva-me"                  | Chay Suede                         | Minha Fama de Mau                    |

## Prêmios e indicações
| Ano  | Prêmio                            | Categoria                    | Título                       | Resultado |
| ---- | --------------------------------- | ---------------------------- | ---------------------------- | --------- |
| 2009 | Prêmio Qualidade Brasil           | Melhor Atriz Teatral Musical | O Despertar da Primavera     | Indicada  |
| 2015 | Prêmio Veja Rio - Cariocas do Ano | Teatro                       | Nine — Um Musical Felliniano | Venceu    |
| 2018 | Prêmio Botequim Cultural          | Melhor Atriz Teatro Musical  | Se Meu Apartamento Falasse   | Indicada  |
| 2018 | Prêmio Bibi Ferreira              | Melhor Atriz                 | A Noviça Rebelde             | Indicada  |
| 2018 | BroadwayWorld Brazil Awards       | Melhor Atriz (Musical)       | A Noviça Rebelde             | Indicada  |
| 2018 | Prêmio Destaque Imprensa Digital  | Destaque Atriz               | A Noviça Rebelde             | Indicada  |
| 2019 | Prêmio Botequim Cultural          | Melhor Atriz Teatro Musical  | A Noviça Rebelde             | Indicada  |
| 2023 | Prêmio Destaques Musical.Rio      | Melhor Atriz Coadjuvante     | Beetlejuice: O Musical       | Pendente  |
| 2023 | Prêmio Destaques Musical.Rio      | Elenco do Ano                | Beetlejuice: O Musical       | Pendente  |